# Changu Narayan
Changu Narayan je ima božanstva čiji se hram nalazi u istoimenom selu u Dolini Katmandu u Nepalu, između gradova Katmandu i Bhaktapur.
Hram je jedan od najstarijih u Nepalu, te se vjeruje da je podignut kao svetište hindu bogu Višni u 4. stoljeću; zapravo, Changu Narayan je jedno od njegovih imena. Kamena tabla s natpisom iz 5. stoljeća, apronađena u blizini hrama, spominje hram i najstariji je natpis u Nepalu. Zbog toga je ovaj hram, zajedno sa šest drugih spomenika Doline Katmandu, upisan na UNESCO-ov popis mjesta svjetske baštine u Aziji i Oceaniji 1979. godine.
Hram se nalazi na vrhu brda, iznad sela i vrhova borova, te se od njega pruža izvanredan pogled na Katmandu s jedne strane, a s druge na vrhove Himalaja.
- Hram Changu Narayan
- Ulaz u hram
- Slonovi stražari na ulazu
- Iznad ulaza u hram
- Djevojčica ispred hrama

## Vanjske poveznice
- Virtualni obilazak hrama Changu Narayana
- Changu Narayan  Arhivirana inačica izvorne stranice od 10. listopada 2007. (Wayback Machine) (engl.)
- Changunarayan, svjetska baština

|  | Zajednički poslužitelj ima još gradiva o temi Changu Narayan |